# Польша на летних Олимпийских играх 2008
Польша принимала участие в Летних Олимпийских играх 2008 года в Пекине (Китай) в девятнадцатый раз за свою историю, и завоевала шесть серебряных и три золотые и одну бронзовую медали. Сборную страны представляла 101 женщина.

## Награды

### 01!Золото
- Лёгкая атлетика, мужчины, толкание ядра — Томаш Маевский.
- Гребля, мужчины — Михал Елиньский, Марек Кольбович, Адам Король, Конрад Васелевский.
- Гимнастика, мужчины — Лешек Бляник.
- Тяжёлая атлетика, мужчины — Шимон Колецкий.

### 02!Серебро
- Лёгкая атлетика, мужчины, метание диска — Пётр Малаховский.
- Гребля, мужчины — Лукаш Павловский, Бартломей Павелчак, Милош Бернатайтыс, Павел Раньда.
- Фехтование, мужчины — Томаш Мотыка, Адам Верцёх, Радослав Завротняк, Роберт Анджеюк.
- Каноэ, женщины — Анета Конечна, Беата Миколайчик.
- Велоспорт, женщины — Мая Влощовская.

### 03!Бронза
- Борьба, женщины — Агнешка Вещек.
- Тяжёлая атлетика, мужчины — Марцин Доленга.

## Результаты соревнований

### Академическая гребля
В следующий раунд из каждого заезда проходили несколько лучших экипажей (в зависимости от дисциплины). В финал A выходили 6 сильнейших экипажей, остальные разыгрывали места в утешительных финалах B-F.
Мужчины
| Соревнование | Спортсмены               | Предварительный заезд | Предварительный заезд | Предварительный заезд | Отборочный заезд | Отборочный заезд | Отборочный заезд | Четвертьфинал | Четвертьфинал | Четвертьфинал | Полуфинал      | Полуфинал      | Полуфинал      | Финал   | Финал   | Итоговое место |
| Соревнование | Спортсмены               | Заезд                 | Время                 | Место                 | Заезд            | Время            | Место            | Заезд         | Время         | Место         | Заезд          | Время          | Место          | Время   | Место   | Итоговое место |
| ------------ | ------------------------ | --------------------- | --------------------- | --------------------- | ---------------- | ---------------- | ---------------- | ------------- | ------------- | ------------- | -------------- | -------------- | -------------- | ------- | ------- | -------------- |
| двойки       | Пётр Хойка Ярослав Годек | 1                     | 7:01,90               | 4                     | 1                | 6:44,19          | 5                | не проводится | не проводится | не проводится | не участвовали | не участвовали | не участвовали | Финал C | Финал C | 14             |
| двойки       | Пётр Хойка Ярослав Годек | 1                     | 7:01,90               | 4                     | 1                | 6:44,19          | 5                | не проводится | не проводится | не проводится | не участвовали | не участвовали | не участвовали | 6:53,68 | 2       | 14             |

### Парусный спорт
Мужчины
Гонка M — медальная гонка, в которой принимали участие лучшие 10 спортсменов.
| Место | Спортсмен                  | Гонка | Гонка | Гонка | Гонка | Гонка | Гонка | Гонка | Гонка | Гонка | Гонка | Гонка | Результат |
| Место | Спортсмен                  | 1     | 2     | 3     | 4     | 5     | 6     | 7     | 8     | 9     | 10    | M     | Результат |
| ----- | -------------------------- | ----- | ----- | ----- | ----- | ----- | ----- | ----- | ----- | ----- | ----- | ----- | --------- |
| 16    | Пшемыслав Мярчинский (POL) | 17    | 21    | 27    | 20    | 15    | 2     | 7     | 1     | 15    | 18    | -     | 116       |